# Kawasaki KX-F
La Kawasaki KX-F è una categoria di motocicletta con motore a quattro tempi della casa motociclistica Kawasaki Heavy Industries Motorcycle & Engine presentata nel 2004 con la 250 e poi ampliata nel 2006 con la 450.

## Mercato
Questa serie ha accompagnato la precedente Kawasaki KX che si contraddistingue per il motore a due tempi.
Il nome commerciale delle Moto è KX-F, ma l'azienda a partire dal 2006 contraddistingue le varie annate dando anche un nome ai modelli prodotti, che è costituito da una lettera (crescente con il proseguirsi dei modelli) per identificare il modello e un numero (KX450D6F KX450F del 2006), che sta per l'anno di produzione del modello, negli anni precedenti si utilizzava un altro metodo, basato sul modello e sul numero di anni che il modello era prodotto (KX250-N1).

## 250
Si trattava di una moto destinata alle competizioni del motocross a partire dal 2004.
Nel 2006 si passa da un telaio in acciaio a un telaio in alluminio.

## 450
Si trattava di una moto destinata alle competizioni del motocross a partire dal 2006 direttamente con il telaio in alluminio.
Nel 2007 si passa da un cambio a quattro marce ad uno a cinque marce,
Nel 2009 si passa da un'alimentazione a carburatore ad un'alimentazione a iniezione indiretta.